# 無光帶
無光帶，又稱為無光層，是指湖泊與海洋陽光幾乎無法照入的深度範圍，在之前的定義中，低於1%的陽光能照入的深度範圍即稱為無光帶。生物發光為無光帶中唯一的可見光源，大部分的食物來源來自於從上層水域飄降下來的海洋雪。
無光帶位於透光帶之下，其深度受到水質濁度及四季影響。

## 海洋無光帶
海洋中的無光帶深度範圍自200至1,000（660至3,280英尺）開始直到海床為止，水溫大約是0至6 °C（32至43 °F）。棲息於無光帶中的動物包括囊鰓鰻、巨烏賊、鮟鱇魚與幽靈蛸。
無光帶又可另外細分為半深海帶、深海帶及超深淵帶；半深海帶的深度範圍為200至1,000（656至3,281英尺）；深海帶的深度範圍為2,000至6,000（6,562至19,685英尺）；超深淵帶的深度範圍則為6,000（20,000英尺）直到海床，棲息在此處的生物必須要能適應完全的黑暗。